# 海洋政策
海洋政策（かいようせいさく、英：Ocean Policy）は、海洋に関する公共政策領域の総称。

## 概説
1994年に国連海洋法条約が発効し、これにより領海幅の拡大、直線基線の採用などにより沿岸国の内水・領海が拡大し、さらにその外側の海域に海洋資源等に沿岸国の主権的権利・管轄権を認める排他的経済水域・大陸棚の制度を設けるとともに海洋環境の保護を各国の義務とした。
国連海洋法条約を受けて、各国は拡大した管轄海域についての管理、資源の開発・利用、環境の保護・保全に本格的に取り組むこととなった。

## 各国の海洋政策

### 日本
日本では、2007年（平成19年）に海洋基本法が制定され、内閣総理大臣を長とする総合海洋政策本部を中心に海洋政策を統括する政府機構が整備され、海洋政策担当大臣も設置された。また、政府の海洋の総合管理の下に、縦割り行政の批判のあった海洋に関する各個別政策の連携・調整を進め、海洋立国に向けた体制を整えるなど、海洋政策に対する取り組みが推進されている(海洋国家も参照)。
民間においても、近年では財団法人海洋政策研究財団など海洋政策をテーマとする海洋政策シンクタンクや水交社など、様々な企業、法人による海洋政策への取り組みが推進されている他、大学などにおいては、2009年（平成21年）4月、東京大学公共政策大学院が海洋アライアンス、東京海洋大学では海洋科学部海洋政策文化学科や海洋科学技術研究科に海洋管理政策専攻を設置するなど海洋教育の推進も盛んとなっている。
2012年5月18日には、国土交通省から「海洋政策支援情報ツール」が公開された。
2014年以降、戦略的イノベーション創造プログラムの中の一つとして国立研究開発法人海洋研究開発機構（JAMSTEC、所管：文部科学省）管理の下、海洋資源調査が進められ、現在は「海洋安全保障プラットフォームの構築」が進められている。

### アメリカ合衆国
アメリカ合衆国では2010年7月に省庁間海洋タスク・フォースの最終報告が公表され、国家海洋会議（National Ocean Council / NOC）が設置された。国家海洋会議は海洋政策委員会から引き上げられた機関で、海洋、沿岸及び五大湖の管理に対する国家政策の実施について大統領に進言するための機関である。正委員と副委員で構成される。

### 中国
中国では2009年12月に全国人民代表大会常務委員会において海島保護法が採択され2010年3月から施行された。この法律の採択は急激な経済成長に伴い、1990年代から島及び周辺海域の開発が進み、生態システムの破壊や島の消失が大きな問題となったことが背景にある。遼寧省では総島数の18％（48島）、河北省では総島数の46％（60島）、福建省では総島数の6％（83島）など多くの島々が周辺海域の開発により失われたといわれている。
海島保護法により、砂場での建築、施設物の設置、砂採掘、埋立て、生物・非生物の標本採集などが制限されている。特に無人島については資源開発、生産、建設、旅行を原則として全面的に禁止し国務院の許可を必要としている。